# Ладзаро, Ева
Ева Ладзаро (англ. Eva Lazzaro; род. 23 июня 1995) — австралийская актриса из Мельбурна. Наиболее известными ролями актрисы являются: Кайлин-Каландрия в фильме «Джиндабайн» (2006) и Стейси в фильме «Блаженные» (2009).

## Карьера
Дебютировала на телевидении в 2002 году, снявшись в сериале «Блу хилеры». Также имела небольшие роли в сериалах «Криминальная Австралия» и «Ночные кошмары и фантастические видения». Имеет постоянную роль Гиги Ковак в сериале Клубок. Исполнила роль Зоуи в детском телесериале «Принцесса слонов». Была номинирована на премию 2010 TV Week Logie Award в номинации «Выдающийся новый талант», и также была номинирована на премию ASTRA по аналогичной номинации.
Выступила режиссёром своего первого короткометражного фильма «Малышка Алиса», с которым приняла участие на фестивале «Tropfest».

## Личная жизнь
С марта 2014 года в отношениях с мельбурнским музыкантом Дарси Куинном.